# Cantonul Évreux-Sud
Cantonul Évreux-Sud este un canton din arondismentul Évreux, departamentul Eure, regiunea Haute-Normandie, Franța.

## Comune
| Comune                 | Populație (1999) | Cod poștal | Cod INSEE |
| ---------------------- | ---------------- | ---------- | --------- |
| Angerville-la-Campagne | 1 217            | 27930      | 27017     |
| Les Baux-Sainte-Croix  | 1 015            | 27180      | 27044     |
| Évreux                 | 51 198 (1)       | 27000      | 27229     |
| Guichainville          | 2 486            | 27930      | 27306     |
| Le Plessis-Grohan      | 675              | 27180      | 27464     |
| Saint-Luc              | 231              | 27930      | 27560     |
| Les Ventes             | 1 006            | 27180      | 27678     |